# Oil Pollution Act of 1990
Der Oil Pollution Act of 1990 (deutsch Ölverschmutzungsgesetz von 1990, kurz OPA 90) ist ein US-amerikanisches Gesetz, das die Grundsätze der Verhinderung von und des Umgangs mit Ölunfällen von Tankschiffen auf dem Gebiet der Vereinigten Staaten sowie die Haftung involvierter Unternehmen regelt.

## Einzelheiten
Die Wurzeln des Übereinkommens gehen insbesondere auf die Strandung des Öltankers Exxon Valdez zurück, der 1989 eine Ölkatastrophe im Prinz-William-Sund auslöste. Seine Auswirkungen führten zum Gesetzesvorschlag des demokratischen Kongressabgeordneten Walter B. Jones Sr. aus North Carolina.
Wesentliche Punkte des Gesetzes umfassen unter anderem folgende Vorschriften:
- Tankschiffe mit einer Vermessung über 5000 BRZ, die nach dem 30. Juni 1990 in Auftrag gegeben oder nach dem 1. Januar 1994 abgeliefert wurden und in US-Gewässern betrieben werden, müssen über eine Doppelhülle verfügen. Der Abstand der Außenhaut zur inneren Hülle muss bei Schiffen über 20.000 Tonnen Tragfähigkeit mindestens zwei Meter betragen, bei kleineren Schiffen gelten abweichende Vorschriften.
- Für den Zeitraum von 1995 bis 2015 trat ein abgestuftes Ausmusterungsprogramm für Einhüllentanker in Kraft.
- Die Haftung für Reedereien, die ihre Tankschiffe in US-Gewässern betreiben, ist nicht nach oben beschränkt.
- Schiffe, die nach dem 22. März 1989 an einem Ölunfall mit einer Freisetzung von mehr als 3.800 m3 beteiligt waren, sind vom Befahren des Prinz-William-Sund ausgeschlossen.
- Das Gesetz enthält Vorschriften betreffend der Trans-Alaska-Pipeline.

Das Gesetz ist bis heute in Kraft und wurde zuletzt am 29. Dezember 2000 durch einen Zusatz erweitert.